# Bjorn Hoeben
Bjorn Hoeben, né le 28 mars 1980 à Weert, est un coureur cycliste néerlandais.

## Palmarès
- 1996
  - 3e du championnat des Pays-Bas de cyclo-cross cadets
- 1997
  - 3e du Circuit Het Volk juniors
- 2000
  - Transalsace International :
    - Classement général
    - 1re et 3e étapes
- 2001
  - 2e du Tour de Cologne amateurs
- 2002
  - Prologue du Tour de Lleida
- 2005
  - 3e du Grand Prix de Dourges
  - 3e du Tour de Namur
- 2006
  -  Champion des Pays-Bas élites sans contrat
  - 2e étape du Tour de Tarragone
- 2008
  - 1re étape du Ringerike Grand Prix
  - 2e étape du Tour de Namur

## Classements mondiaux
| Année           | 2005 | 2006 | 2007 | 2008 |
| --------------- | ---- | ---- | ---- | ---- |
| UCI Europe Tour | 632e | 791e |      | 704e |